# Конде, Норберто
Норберто Конде (исп. Norberto Conde; 14 марта, по другим данным 24 августа 1931, Буэнос-Айрес — 8 сентября 2014, Буэнос-Айрес) — аргентинский футболист, правый полузащитник.

## Карьера
Норберто Конде вырос в районе Буэнос-Айреса Матадерос. Район был расположен на юге города, а недалеко от него располагался район Нуэва Помпея, где находилась база клуба «Сакачиспас». В молодёжном составе этой команды Конде и начал карьеру, а затем перешёл в «молодёжку» клуба «Велес Сарсфилд». 6 апреля 1952 года он дебютировал в основе команды в матче с «Банфилдом» (0:2). 4 мая того же года он забил первый мяч за клуб, поразив ворота «Индепендьенте». В клубе полузащитник сформировал правый фланг команды вместе с форвардом Эрнесто Сансоне. В 1953 году Конде помог своей команде выиграть серебряные медали чемпионата. При этом «Велес» мог выиграть титул, но в решающем матче с «Ривер Плейтом» сыграл вничью 2:2. При этом матч был скандальный, у «Сарсфилд» удалили двух футболистов, а гол «Ривера» в добавленное время, по мнению «Велеса», был забит с яврным нарушением правил. Годом позже Конде, вместе с Берни и Борельо, стал лучшим бомбардиром первенства. За клуб он играл до 1959 года. 
В 1960 году Конде перешёл в «Уракан», за который дебютировал 3 апреля в матче с «Ньюэллс Олд Бойз». Всего за клуб футболист провёл 22 матча и забил 11 голов, по другим данным 10 голов. Годом позже он стал игроком  Атланты. В 1964 году Норберто перешёл в «Феррокарриль Оэсте», где дебютировал 26 апреля в матче с «Расингом» (1:0). Всего за клуб футболист сыграл 11 матчей, последний из которых 26 июля с «Чакаритой Хуниорс» (0:2), по другим данным он также забил один гол за клуб, 21 июня в ворота «Ньюэллс Олд Бойз». В том же году Конде ненадолго возвратился в «Велес Сарсфилд». За клуб он провёл в общей сложности 225 матчей и забил 110 голов, по другим данным 224 матча и 108 голов. Шесть раз Конте становился лучшим бомбардиром команды в сезоне. Завершил карьеру Норберто в клубе «Америка» из Кали в 1966 году.
В составе сборной Аргентины Конде в 1955 году поехал на чемпионат Южной Америки. Он сыграл только один матч — 27 марта с Уругваем, что стало дебютом его в футболке национальной команды. Конде на 79-й минуте игры, при счёте 5:1 в пользу аргентинцев, заменил Анхеля Лабруну. Но уже на следующей минуте он обратился к игроку соперника Матиасу Гонсалесу, спросив: «Сэр, как идет игра?», по другим данным он спросил: «Сколько уже длится игра?» На это Гонсалес ответил, ударив Норберто в живот. Конде упал без сознания и был унесён в раздевалку, а в составе его обратно заменил Лабруна. Уругвайского футболиста удалили. Турнир Аргентина выиграла. 24 июня того же года Норберто забил единственный мяч во встрече с Италией, принеся первую победу в противостоянии с этой сборной. Через год Конде отпраздновал победу в Кубке Шевалье Бутеля, где забил единственный гол в матче с Парагваем. За национальную команду Норберто играл до 1958 года, проведя 12 матчей и забив 3 гола. 
Завершив игровую карьеру, Конте работал тренером, в частности трудился в клубах «Колон», «Велес Сарсфилд», «Атланте» в 1969 году и «Линьерсе».

## Статистика

### Клубная
| Сезон | Клуб                   | Лига    | Чемпионат | Чемпионат |
| Сезон | Клуб                   | Лига    | Игры      | Голы      |
| ----- | ---------------------- | ------- | --------- | --------- |
| 1952  | Велес Сарсфилд         | Примера |           | 9         |
| 1953  | Велес Сарсфилд         | Примера |           | 19        |
| 1954  | Велес Сарсфилд         | Примера | 30        | 19        |
| 1955  | Велес Сарсфилд         | Примера |           | 10        |
| 1956  | Велес Сарсфилд         | Примера |           | 13        |
| 1957  | Велес Сарсфилд         | Примера |           | 13        |
| 1958  | Велес Сарсфилд         | Примера |           | 8         |
| 1959  | Велес Сарсфилд         | Примера |           | 17        |
| 1960  | Уракан                 | Примера | 22        | 10        |
| 1961  | Атланта (Буэнос-Айрес) | Примера | 28        | 4         |
| 1962  | Атланта (Буэнос-Айрес) | Примера |           | 5         |
| 1963  | Атланта (Буэнос-Айрес) | Примера |           | 2         |
| 1964  | Феррокарриль Оэсте     | Примера | 11        | 1         |
| 1964  | Велес Сарсфилд         | Примера |           | 0         |
| 1965  | Велес Сарсфилд         | Примера |           | 0         |
| 1966  | Америка (Кали)         | Димайор |           |           |

### Международная
| Матчи Норберто Конде за сборную Аргентины | Матчи Норберто Конде за сборную Аргентины | Матчи Норберто Конде за сборную Аргентины | Матчи Норберто Конде за сборную Аргентины | Матчи Норберто Конде за сборную Аргентины | Матчи Норберто Конде за сборную Аргентины | Матчи Норберто Конде за сборную Аргентины |
| ----------------------------------------- | ----------------------------------------- | ----------------------------------------- | ----------------------------------------- | ----------------------------------------- | ----------------------------------------- | ----------------------------------------- |
| №                                         | Дата                                      | Место проведения                          | Оппонент                                  | Счёт                                      | Голы                                      | Турнир                                    |
| 1                                         | 27 марта 1955                             | Сантьяго                                  | Уругвай                                   | 6:1                                       | —                                         | Чемпионат Южной Америки                   |
| 2                                         | 24 июня 1956                              | Буэнос-Айрес                              | Италия                                    | 1:0                                       | 1                                         | Товарищеский матч                         |
| 3                                         | 1 июля 1956                               | Монтевидео                                | Уругвай                                   | 2:1                                       | —                                         | Кубок Атлантики                           |
| 4                                         | 8 июля 1956                               | Буэнос-Айрес                              | Бразилия                                  | 0:0                                       | —                                         | Кубок Атлантики                           |
| 5                                         | 15 августа 1956                           | Асунсьон                                  | Парагвай                                  | 1:0                                       | 1                                         | Кубок Шевалье Бутеля                      |
| 6                                         | 19 августа 1956                           | Буэнос-Айрес                              | Чехословакия                              | 1:0                                       | —                                         | Товарищеский матч                         |
| 7                                         | 10 октября 1956                           | Пайсанду                                  | Уругвай                                   | 2:1                                       | —                                         | Товарищеский матч                         |
| 8                                         | 14 ноября 1956                            | Буэнос-Айрес                              | Уругвай                                   | 2:2                                       | —                                         | Товарищеский матч                         |
| 9                                         | 6 октября 1957                            | Ла-Пас                                    | Боливия                                   | 0:2                                       | —                                         | Квалификация чемпионата мира              |
| 10                                        | 6 октября 1957                            | Сантьяго                                  | Чили                                      | 2:0                                       | 1                                         | Квалификация чемпионата мира              |
| 11                                        | 8 апреля 1958                             | Монтевидео                                | Уругвай                                   | 0:1                                       | —                                         | Товарищеский матч                         |
| 12                                        | 26 апреля 1958                            | Буэнос-Айрес                              | Парагвай                                  | 2:0                                       | —                                         | Товарищеский матч                         |

1. ↑  Некоторые источники приписывают этот матч к Кубку Ньютона, но другие[16] это опровергают
2. ↑  Некоторые источники приписывают этот матч к Кубку Липтона, но другие[17] это опровергают

## Достижения

### Командные
- Чемпионат Южной Америки: 1955
- Обладатель Кубка Шевалье Бутеля: 1956

### Личные
- Лучший бомбардир чемпионата Аргентины: 1954 (19 голов)